# Abdosetae falcata
Espèce
Abdosetae falcata est une espèce d'araignées aranéomorphes de la famille des Phrurolithidae.

## Distribution
Cette espèce est endémique de Hainan en Chine,.

## Description
Le mâle holotype mesure 2,33 mm et la femelle paratype 3,35 mm.

## Publication originale
- Jin, Fu & Zhang, 2015 : A review of the genus Abdosetae (Araneae: Phrurolithidae) from China. Zootaxa, no 4007(1), p. 91-103.